# Propebela profundicola
Propebela profundicola é uma espécie de gastrópode do gênero Propebela, pertencente a família Mangeliidae.